# Ristorante

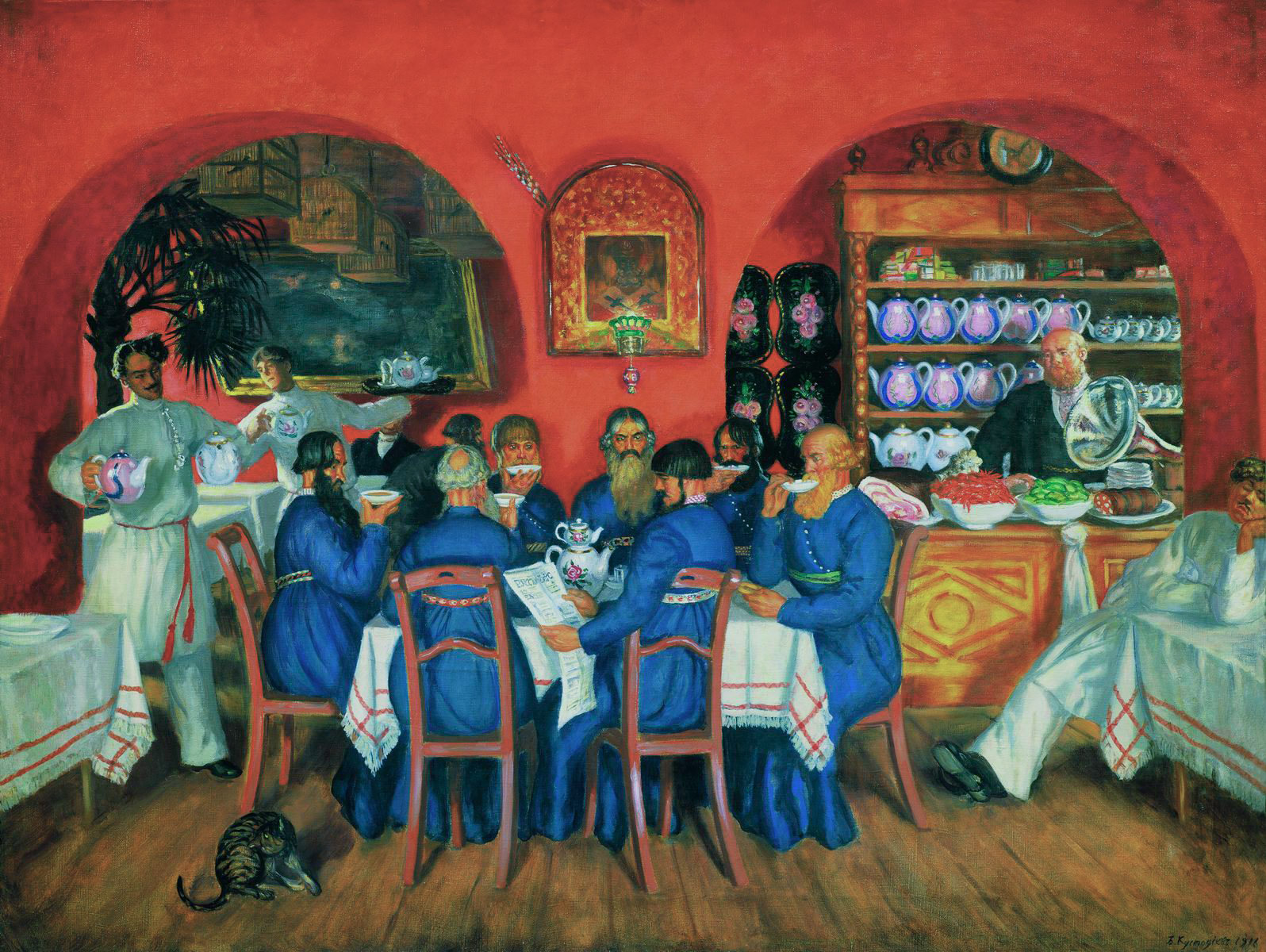
Boris Kustodiev, Ristorante a Mosca, 1916

Un ristorante (dal francese restaurant, attestato per la prima volta in Italia nel 1877) è una struttura edile nella quale vengono serviti cibi e bevande varie, da consumare nel locale e talvolta da asporto. Il termine copre una vastissima gamma di attività commerciali e svariati tipi di cucina.

## Storia

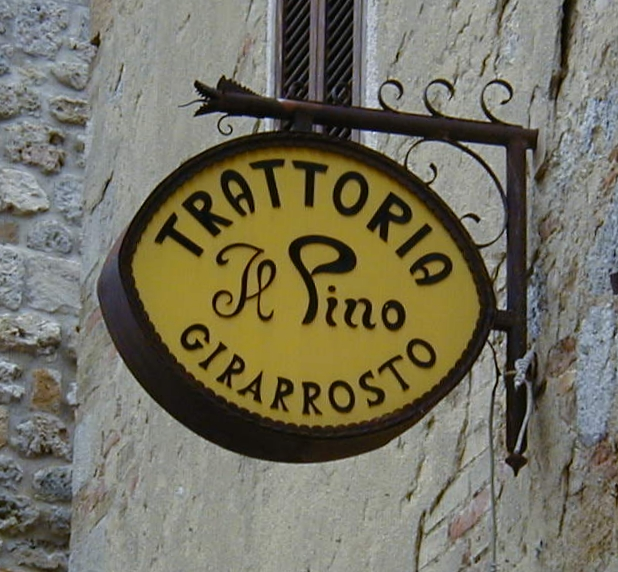
Insegna di una trattoria

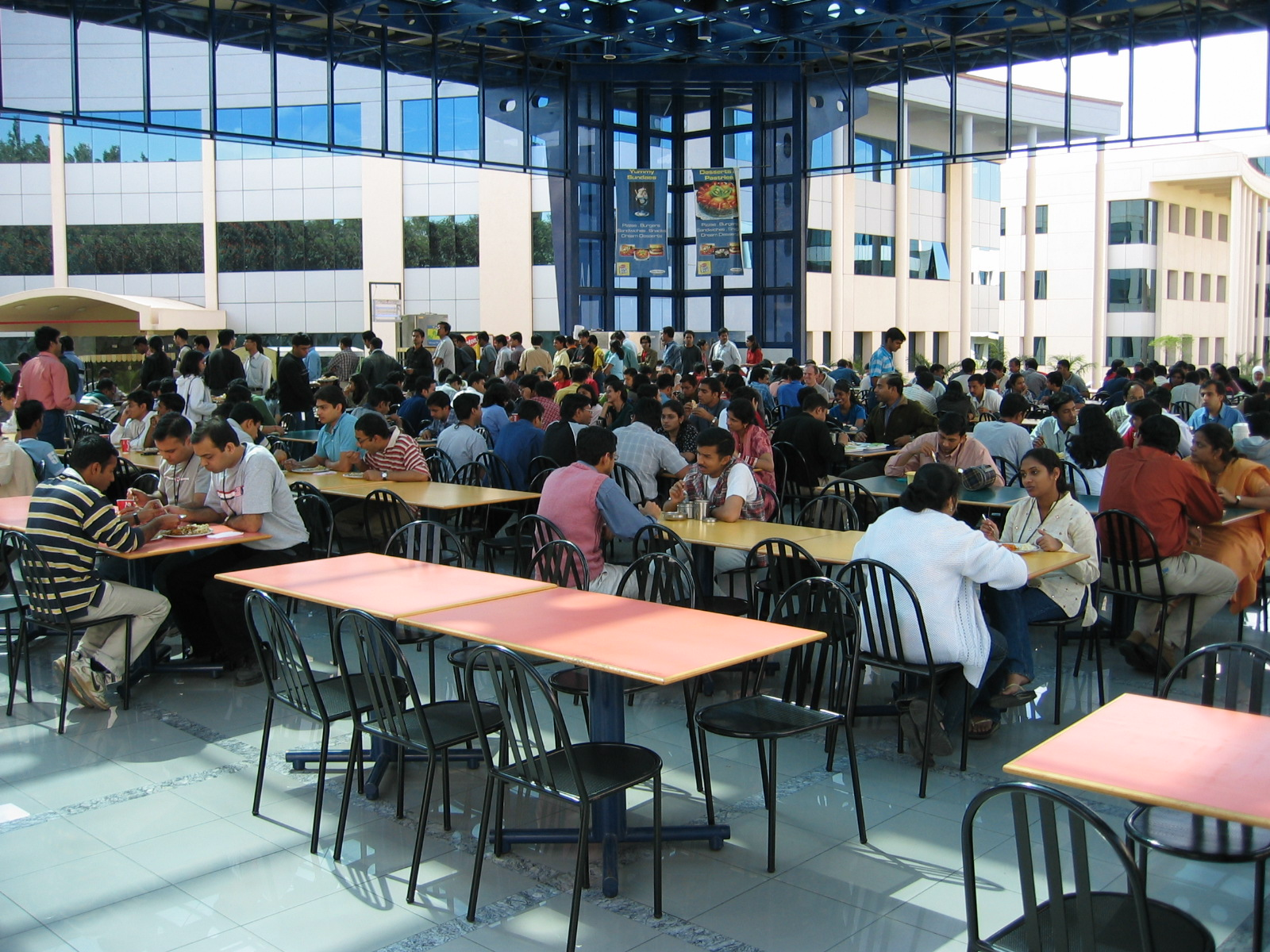
Mensa

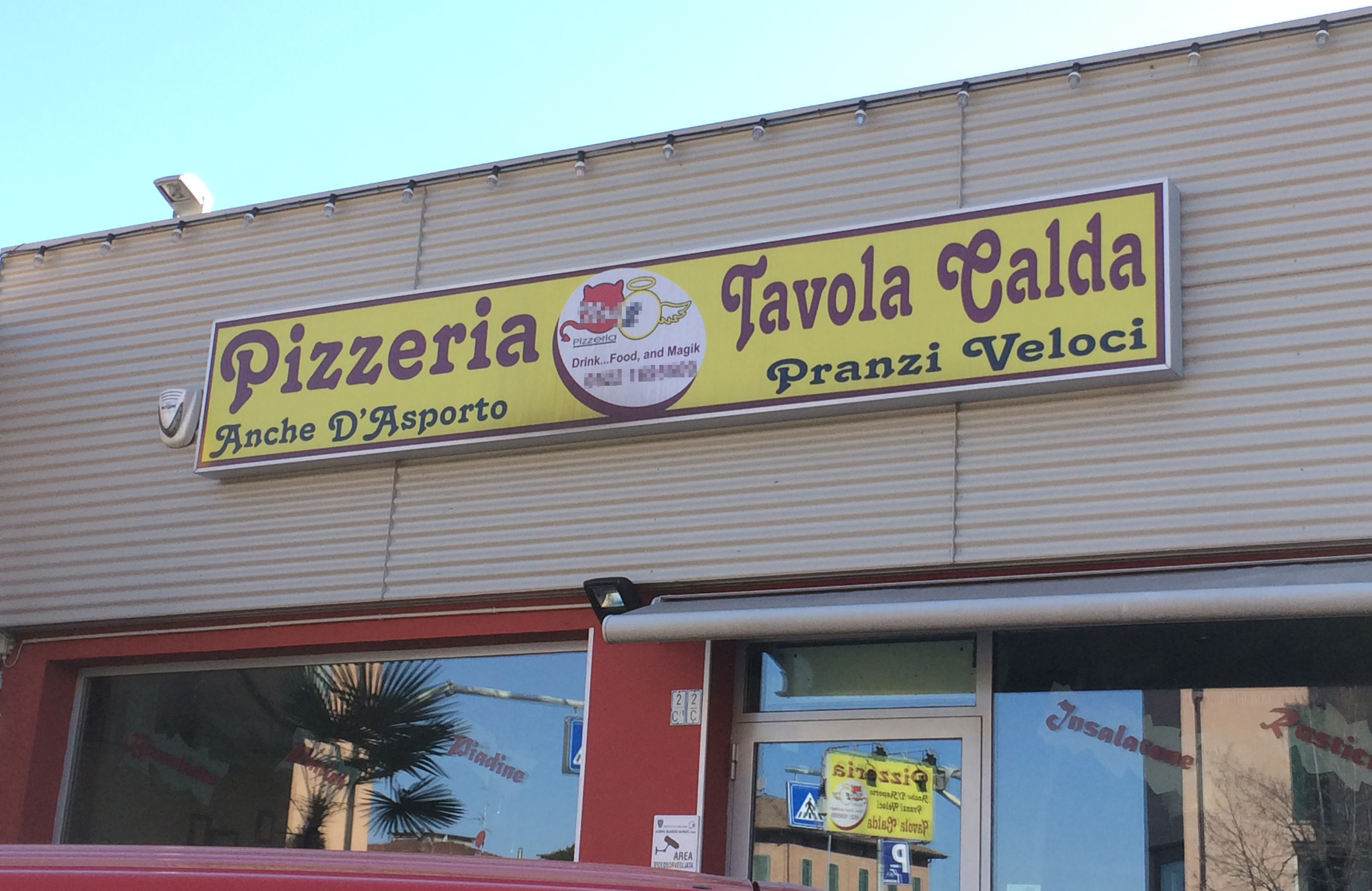
Insegna di una tavola calda

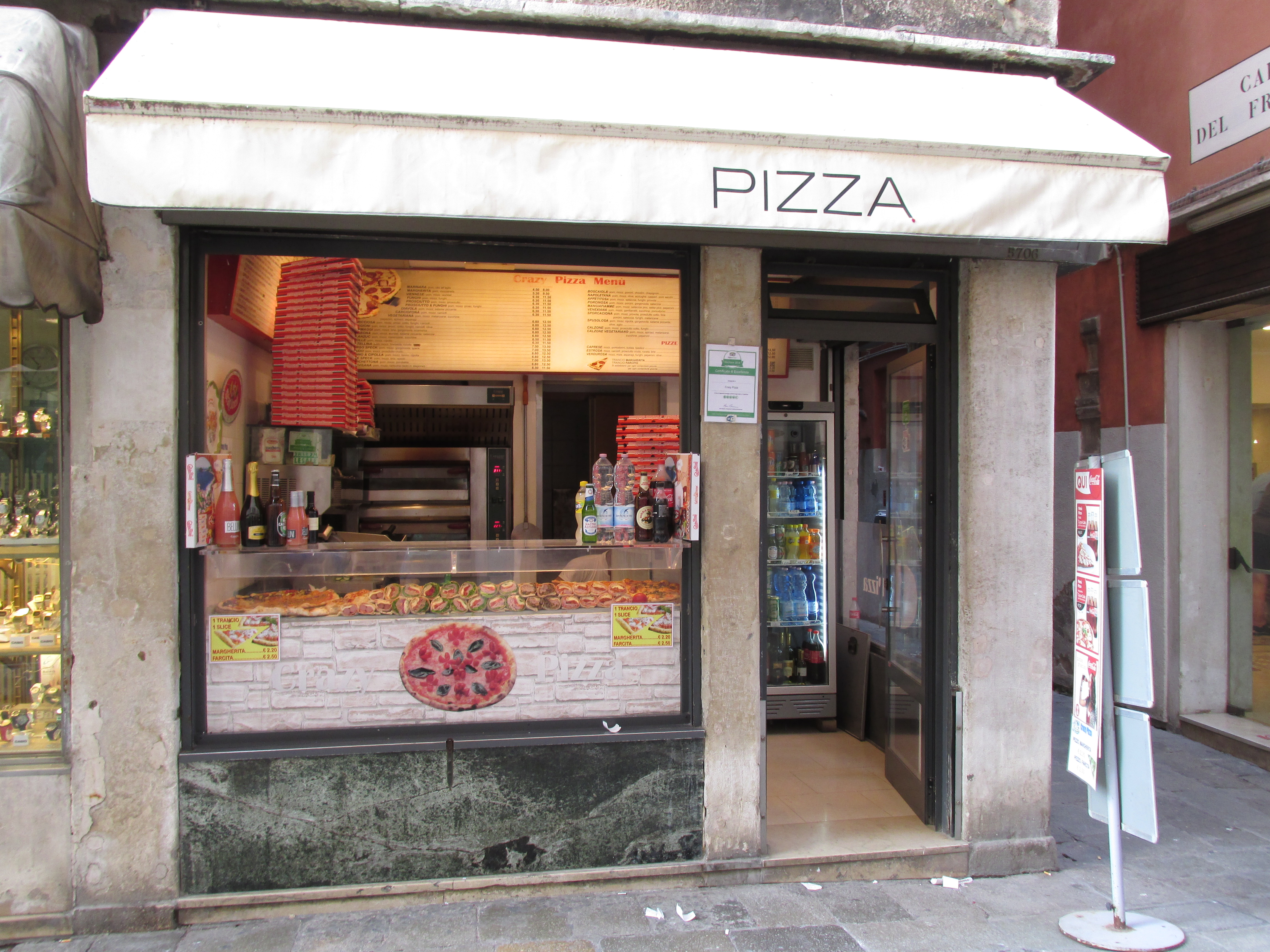
Pizzeria

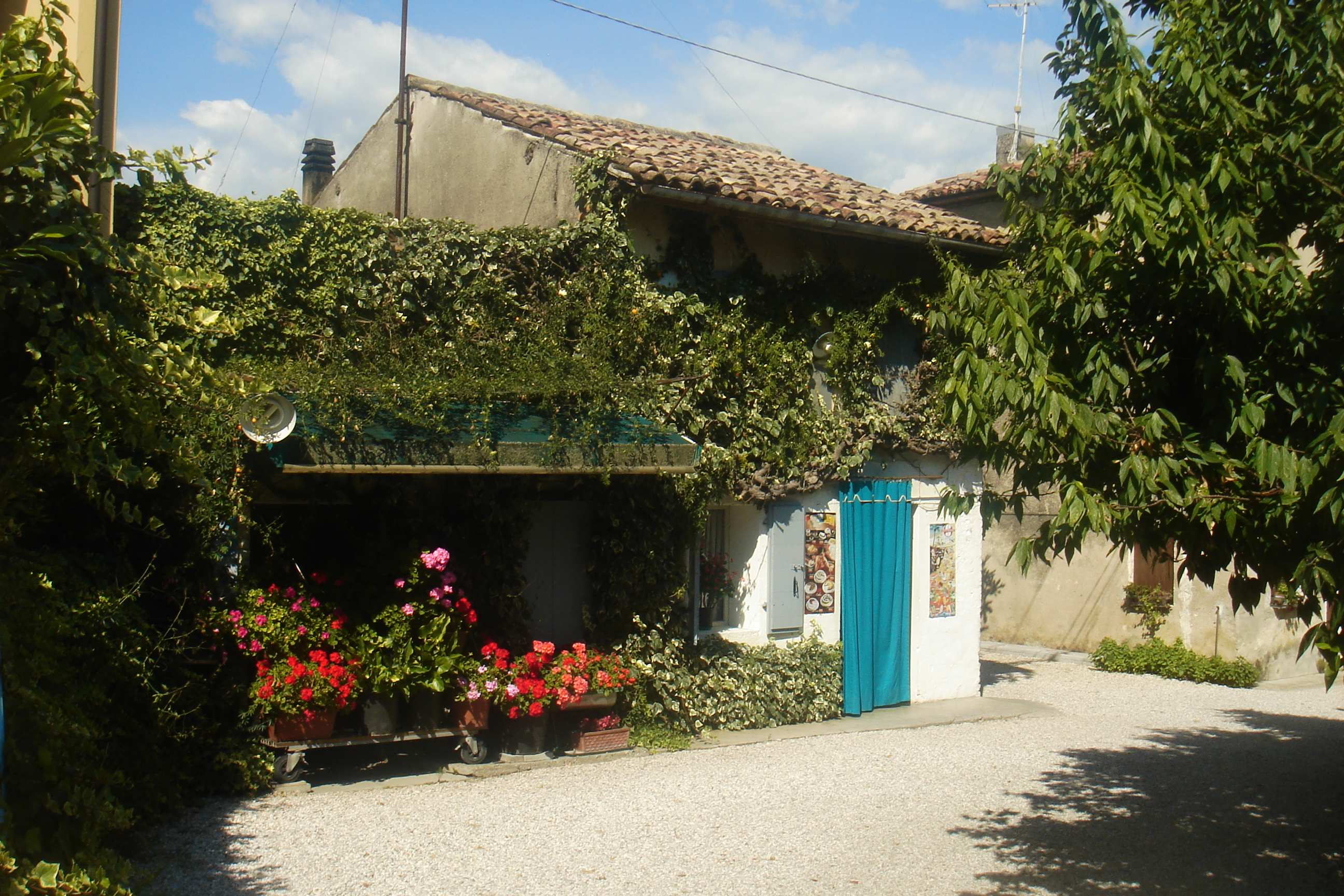
Osteria

Il termine francese restaurant (da restaurer, "ristorare") comparve per la prima volta nel XVI secolo, con il significato di "un cibo che ristora", e si riferiva specialmente ad una minestra ricca e di gusto raffinato.
Secondo il Guinness dei primati, il Sobrino de Botin, a Madrid, sarebbe il più antico ristorante tuttora in esercizio. Fu infatti aperto nel 1725.
Il significato moderno del termine nacque attorno al 1765, quando un cuoco parigino di nome Boulanger aprì un'attività di ristorazione. Il primo ristorante ad adottare la forma divenuta poi standard al giorno d'oggi (con i clienti seduti al proprio tavolo con la propria porzione, avendo inoltre la possibilità di scegliere la portata da un menu, durante specifici orari di apertura) fu la Grand Taverne de Londres, fondata negli anni ottanta del Settecento da un uomo di nome Antoine Beauvilliers. Sembra che il nome sia derivato dal motto "venite e io vi ristorerò" affisso nel primo locale di questo tipo.

## Organizzazione
L'organizzazione del ristorante si basa principalmente sul coordinamento del lavoro dei reparti di sala e cucina. Questi sono gestiti rispettivamente da una brigata di sala agli ordini di un maître, e da una brigata di cucina agli ordini di uno chef. Possono aggiungersi altri servizi come reception, bar o guardaroba.
I ristoranti possono inoltre essere parte di un complesso più grande, come un albergo; in questo caso, gli ambienti per la ristorazione sono pensati per l'uso da parte degli ospiti, ma sono spesso aperti anche per clienti esterni.
Solitamente i clienti si siedono al proprio tavolo, e vengono serviti da un cameriere, il quale si occupa di prendere le ordinazioni e di portare al tavolo le pietanze una volta pronte. Al termine della consumazione si richiede il conto, da pagare al tavolo oppure alla cassa, in uscita. Talvolta, come avviene nei fast food, si effettua il pagamento immediatamenteo dopo l'ordinazione.
A seconda della tipologia del locale e dai costumi dello specifico Stato, i clienti possono aggiungere una mancia di proporzione variabile rispetto al conto, che andrà al cameriere o al ristorante. La mancia può essere parte integrante del conto (come accade solitamente in quei Paesi in cui essa costituisce una vera e propria retribuzione del cameriere, come avviene negli USA) o lasciata volontariamente dal cliente.

## Tipi di ristoranti

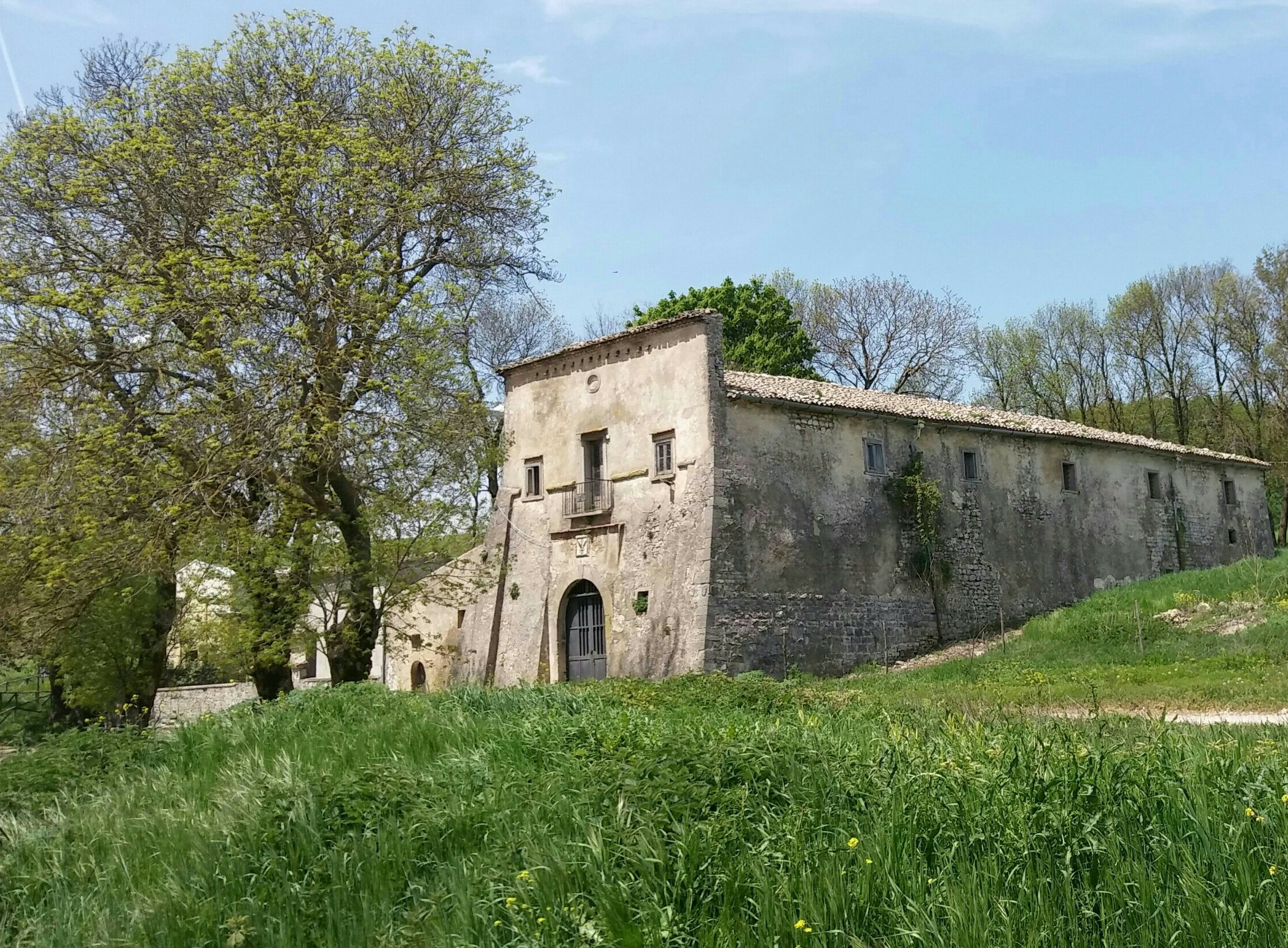
Antica taverna

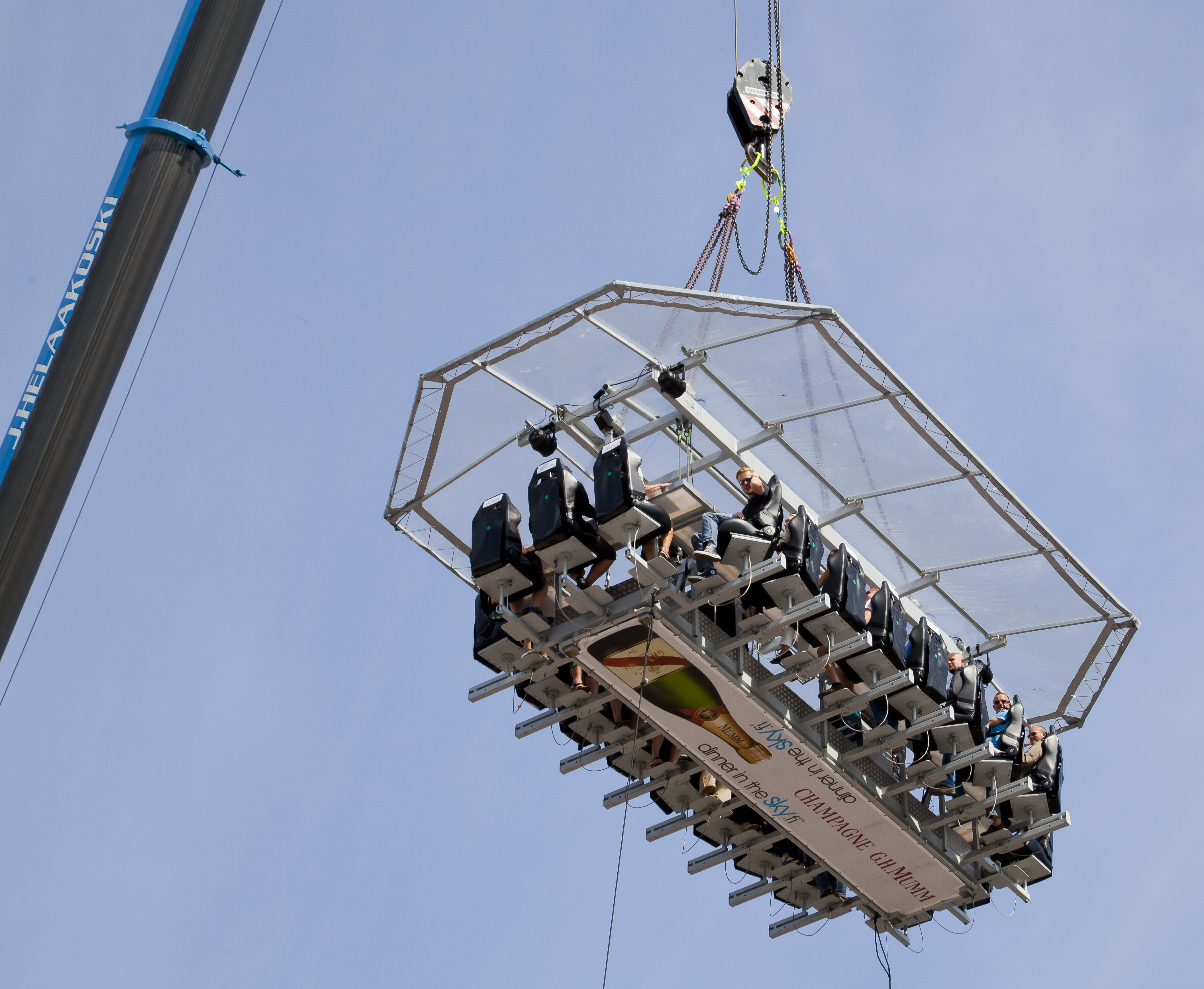
Ristorante aereo

Esistono molte categorie di ristoranti che differiscono tra loro in base alla clientela che vogliono raggiungere. C'è una grande varietà di menù, di prezzo, di abbigliamento richiesto e di servizio effettuato.

### Denominazioni in uso in Italia
I locali pubblici dove è possibile consumare pasti e cibi possono assumere varie denominazioni, ognuna di queste caratterizza un particolare tipo di servizio e di cibi serviti:
- Ristorante: locale formale con posti assegnati e servizio al tavolo
- Trattoria: locale tipico e popolare con cibi caratteristici della zona
- Mensa: locale inserito o prossimo a luoghi di lavoro a servizio degli addetti o dei visitatori
- Self service: ritiro dei piatti proposti da parte del cliente senza servizio ai tavoli
- Tavola calda: locale con servizio rapido al banco
- Pizzeria: locale specializzato in pizza e talvolta in alcuni altri piatti semplici
- Paninoteca: locale dove si servono panini, toast, stuzzichini e bevande
- Buffet: locale utilizzato in caso di rinfreschi, pranzi di lavoro, riunioni, piccoli locali, villaggi turistici, eccetera. Le vivande sono poste su tavoli o mobili, a libero servizio
- Fast food: locale senza servizio al tavolo che serve hamburger, patatine, pollo fritto, kebab. Solitamente i clienti aspettano le pietanze in fila al banco
- Agriturismo: azienda agricola che offre servizi di ristorazione e albergo
- All you can eat: locale in cui il cliente, pagando un prezzo fisso, può prendere quanti piatti vuole da un menù o da un buffet
- Ristorante di sushi: locale specializzato in sushi e, a volte, in altri piatti orientali
- Taverna: denominazione che anticamente designava locali in cui è possibile bere, mangiare e pernottare
- Locanda: altra denominazione per locali in cui è possibile mangiare, bere e dormire
- Osteria: denominazione che anticamente designava locali che concentrano la propria offerta sul vino
- Ristorante etnico: ristorante in cui è possibile mangiare cibi di cucina etnica. I principali ristoranti di cucina etnica in Italia sono:
  - Ristorante cinese,
  - Ristorante giapponese,
  - Ristorante messicano,
  - Ristorante vietnamita.

### Ristoranti a tema
L'espressione "ristoranti a tema" viene utilizzata per indicare quei ristoranti in cui prevale una tematica specifica sul tipo di arredamento o abbigliamento del personale, o sul tipo o il nome delle portate. Alcuni esempi sono i ristoranti a tema americano, come le steak house che prevedono un menu composto principalmente da carne grigliata e un arredamento che ricorda i saloon statunitensi; i ristoranti vegetariani, che prevedono un menu composto unicamente da piatti vegetariani; i ristoranti dark, il cui arredamento e i nomi delle portate del menu ricordano gli ambienti horror o i grandi registi del cinema del genere.

### Formule solidali
La pandemia da COVID-19  ha contribuito alla diffusione di formule solidali e caritatevoli, quali: l'applicazione di un sovrapprezzo per regalare un pasto ai poveri, iniziative del tipo "piatto sospeso" oppure anche donazioni a distanza a favore di persone denutrite del terzo mondo.

## Aspetti giuridici
In Italia, il rapporto fra ristoratore e cliente è regolato da un contratto atipico tacito e non scritto, che in dottrina è chiamato "contratto ristorativo". Esso obbliga il ristoratore ad esporre un listino prezzi, a somministrare al cliente il cibo e le bevande da questi effettivamente ordinate e a praticare il relativo prezzo esposto di listino esposto pubblicamente. L'inadempienza ad una di queste obbligazioni contrattuali legittima il cliente a rifiutarsi di pagare il conto.